# Ctenognophos methoria
Ctenognophos methoria là một loài bướm đêm trong họ Geometridae.